# Гюльден, Эва Мария
Эва Мария Гюльден (19 июля 1885, Выборг — 1 января 1973, Хельсинки) — финский скульптор.

## Биография

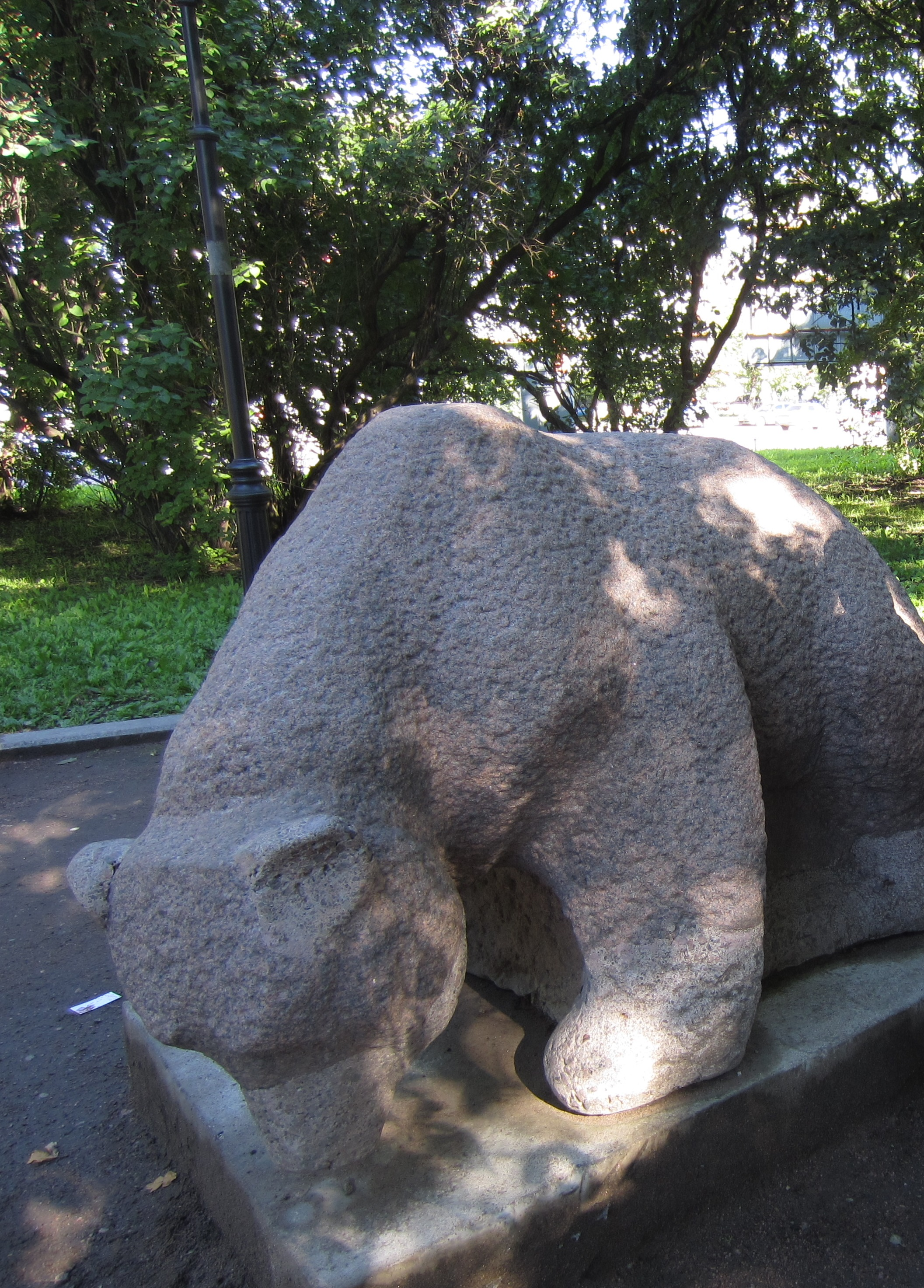
Скульптура медведя в Треугольном сквере Выборга, ранее украшавшая вход в здание Выборгского железнодорожного вокзала, Ева Гюльден, 1913.

Родилась 19 июля 1885 года в Выборге в семье агронома Акселя Гюльдена и Антонии Софии (Хаузен). Получила разностороннее художественное образование. Она начала учёбу в Выборгской школе искусств в 1900 году, с 1903 года продолжила учёбу в Академии изящных искусств Хельсинки. В 1905-07 годах посещала рисовальный класс университета Хельсинки и центральную художественно-промышленную школу, где училась у Виктора Мальмберга. В 1911-12 годах продолжила обучение в Королевской школе искусств в Берлине и в Академии Гранд-Шомьер в Париже (1919-24).
Гюльден изредка проводила выставки, осваивая различные направления: так, несколько лет она посвятила художественному стеклу на стекольной фабрике Томи Риихимяки (Riihimäen Lasi). Кроме того, она была управляющей Дома художников Лаллукки (Lallukan taiteilijakoti) в 1939—1946 годах. Особой известностью в северных странах в конце 1940-х годов пользовались камеи Эвы Гюльден.
В Выборге сохранились две статуи медведей работы Эвы Гюльден, оставшиеся от разрушенного в военное время здания вокзала: одна стала частью фонтанной композиции на Театральной площади, а другая установлена в Треугольном сквере.
Скончалась 1 января 1973 года в Хельсинки.